# علم رومانيا
يتكون علم رومانيا من 3 ألوان بشكل عمودي: الأزرق، الأصفر، الأحمر. نسبة الطول\العرض = 2:3 حسب نص الدستور الروماني عام 1994 مع أن استعمال هذه الألوان يعود من أواسط القرن الثامن عشر. العلم يشابه لحد كبير علم كلا من أندورا وتشاد ومولدوفا لكن نسبة الألوان والتوزيع تختلف من علم لآخر.
بشكل عام ترمز الألوان إلى:
- الأزرق للحرية (زرقة السماء)
- الأصفر للعدالة (رمز لأرض المعركة حيث يقاتل الجنود من أجل الحق والعدالة)
- الأحمر للأخوة (أحمر قانئ للدم)